# Trieces dentatus
Trieces dentatus là một loài tò vò trong họ Ichneumonidae.